# Vaccinium roraimense
Vaccinium roraimense är en ljungväxtart som beskrevs av Nicholas Edward Brown. Vaccinium roraimense ingår i Blåbärssläktet, och familjen ljungväxter. Inga underarter finns listade i Catalogue of Life.